# Stefan Boness
Stefan Boness (* 1963 in Bad Schwartau) ist ein deutscher Fotograf und Fotojournalist. Er lebt in Berlin und Manchester.

## Biografie
Boness arbeitete nach seinem Studium der Politikwissenschaft an der Universität Marburg und an der FU Berlin zunächst als Bildredakteur für Fotoagenturen (Ullstein Bilderdienst Berlin und Camera Press London) und bei der Gruner + Jahr-Zeitschrift Tango.
Im Anschluss an sein Fotojournalismus-Studium am London College of Communication ist er seit 1997 als Photojournalist selbständig.
Seit gut zwei Jahrzehnten beobachtet Stefan Boness die Berliner Politik und ihr Umfeld. Porträts von Persönlichkeiten aus den Bereichen Politik, Wirtschaft und Kultur gehören ebenso in sein Repertoire wie Features über gesellschaftliche Veränderungsprozesse.
Neben dem aktuellen Tagesgeschäft arbeitet Boness an selbstbestimmten Langzeitprojekten, die zumeist als Buchprojekte realisiert werden. Beispiele hierfür sind die Fotobücher Asmara – Africa’s Jewel of Modernity; Japan – Fleeting Encounters; Hoyerswerda – Die Schrumpfende Stadt; Tel Aviv – The White City; Southern Street; Flanders Fields. Momentan arbeitet Stefan Boness an den Projekten Eritrea – Africa’s Secret State, FridaysForFuture, MUTbürger und The Re-Making of Manchester.
Seine Fotos haben zahlreiche Preise einschließlich des Global Peace Photo Award und eines World Press Photo Award gewonnen und werden in renommierten Magazinen und Zeitungen weltweit veröffentlicht. Er ist Mitglied der Photoagenturen Panos Pictures London und Visum Hamburg.

## Werke (Auswahl)
(Fotobände, Auswahl)
- Asmara – Africa’s Jewel of Modernity, Jovis, 2016,   ISBN 978-3-86859-435-5
- Japan – Fleeting Encounters, Jovis, 2016,  ISBN 978-3-86859-196-5
- Hoyerswerda – Die Schrumpfende Stadt, Jovis, 2012, ISBN 978-3-86859-196-5
- Tel Aviv – The White City, Jovis, 2012,  ISBN 978-3-939633-75-4
- Southern Street, Jovis, 2010,  ISBN 978-3-86859-136-1
- Flanders Fields, Verlag für Bildschöne Bücher, 2008,  ISBN 978-3-939181-15-6

## Auszeichnungen (Auswahl)
- Global Peace Photo Award, Peace Photo of the year 2019
- Rückblende – politische Fotografie in Deutschland, 1. Preis, 2015
- Journalistenpreis Erneuerbare Energien, 1. Preis Photo, 2014
- World Press Photo, Kategorie Science/Technology, 2002
- Fuji Euro Press Photographer of the Year, Feature Germany, 2001

## Ausstellungen (Auswahl)
- Flanders Fields, Volksbund Berlin 2020
- Hoyerswerda, Kunstraum Hoyerswerda, 2019
- Olympic Village Berlin, Havelländisches Künstlersymposium, 2016,
- Flanders Fields, Aftermath: 100 years of creativity from conflict, Manchester, 2014
- Tel Aviv – The White City, Tel Aviv, Bauhaus Center, 2013
- Hoyerswerda – The Shrinking City, Berlin, 2012
- Southern Street, Lakeside Art Museum Nottingham, 2011
- The Re-Making of Manchester, RNCM, Manchester, 2011
- Flanders Fields, Galerie Degenhartt, Berlin, 2008
- Eritrea – Facets of a new Nation, Asmara/Eritrea, 2004

## Belege
1. ↑  Global Peace Photo Award
2. ↑  World Press Photo Award

| Personendaten    | Personendaten                         |
| ---------------- | ------------------------------------- |
| NAME             | Boness, Stefan                        |
| KURZBESCHREIBUNG | deutscher Fotograf und Fotojournalist |
| GEBURTSDATUM     | 1963                                  |
| GEBURTSORT       | Bad Schwartau                         |